# Catoria linearia
Catoria linearia är en fjärilsart som beskrevs av W. Warren 1907. Catoria linearia ingår i släktet Catoria och familjen mätare. Inga underarter finns listade i Catalogue of Life.